# Ratchet (Ratchet and Clank)
Pour les articles homonymes, voir Ratchet.
 (août 2020).
Si vous disposez d'ouvrages ou d'articles de référence ou si vous connaissez des sites web de qualité traitant du thème abordé ici, merci de compléter l'article en donnant les références utiles à sa vérifiabilité et en les liant à la section « Notes et références ».
Ratchet est un personnage de fiction apparaissant dans la série de jeux vidéo Ratchet and Clank créée par le studio Insomniac Games et le principal personnage jouable.
Appartenant à la race des lombax, il travaille en tant que mécanicien sur la planète désertique Veldin jusqu'au jour où Clank, un robot tout juste créé, s'écrase non loin de son garage. Les deux deviennent amis et vivent alors de multiples aventures à travers les galaxies de leur univers qui les amènent à affronter de multiples menaces et explorer leur passé.
De caractère initialement immature, fougueux, revanchard et égoïste, il mûrit au fil de ses aventures pour devenir une personne enjouée, prêt à protéger les innocents. Héros reconnu dans l'univers, il se sert ses compétences de pilote, de mécanicien et de maîtrise des armes pour combattre les menaces auxquels il est confronté.
Ratchet devient l'une des mascottes des jeux de plateformes de la marque PlayStation lors du cycle de vie de la PlayStation 2 avec les personnages de Jak et de Sly. Après avoir été introduit dans Ratchet and Clank en 2002, il continue d'apparaître dans les jeux suivants ainsi que les générations de consoles succédant à la PlayStation 2, faisant de lui l'un des personnages PlayStation avec l'une des plus longues longévités.

## Histoire

### Univers principal

#### Naissance et chute de la civilisation lombax
Ratchet naît sur la planète Fastoon dans la galaxie de Polaris et fait partie de la principale race la peuplant, les lombax. Son père Kaden est le gardien d'un dispositif permettant d'ouvrir des passages vers d'autres dimensions, le dimensionateur. L'appareil fût utilisé des siècles auparavant par les lombax pour vaincre les cragmites, qui cherchaient à dominer Polaris, lors de la Grande Guerre. Les lombax remportèrent le conflit grâce au dimensionateur, bannissant les cragmites dans une dimension parallèle. Quelques années avant la naissance de Ratchet, un œuf de cragmite est découvert par des mineurs lombax sur une comète glacée, environnement qui lui a permis de se conserver. Prenant pitié du nouveau-né cragmite qui en sort, les lombax prennent la décision de l'élever comme un des leurs sur Fastoon et le nomment Perceval Tachyon. Une fois adulte, Perceval apprend la vérité sur ses origines et est dès lors décidé à se venger des lombax. Malgré les réticences de Kaden, son ami, le général Alister Azimuth, convainc la Garde Prétorienne lombax de donner à Tachyon un accès à l'ensemble de leur technologie, estimant qu'un esprit aussi brillant que le sien ne pourrait être que bénéfique.
Mais une fois en possession de la technologie lombax, Tachyon s'en sert pour améliorer l'armement de son armée de drophides, une espèce originaire de la planète Zaurik dont il a acheté la loyauté avant de lancer son assaut sur Fastoon. Acculés, les survivants lombax utilisent le dimensionateur pour fuir, à l'exception de Kaden qui fuit Fastoon avec Ratchet encore nourrisson, dans le but de protéger le dispositif de Tachyon, tandis que Alister est exilé pour sa responsabilité dans la chute de la civilisation lombax. La mère de Ratchet est tuée par les forces de Tachyon avant que Kaden ne puisse la sauver. Kaden cache le dimensionateur et, comprenant que Tachyon ne cessera de les traquer et de tenter de mettre la main sur l'appareil pour faire revenir les siens, envoie Ratchet dans la galaxie voisine de Solana pour le protéger. Retrouvé par Tachyon, il meurt sans avoir révélé où se cache son fils. Ratchet atterrit sur la planète désertique Veldin où au fil des ans, il devient un brillant mécanicien du plateau de Kyzil mais ignore tout de l'histoire des lombax et du sacrifice de son père. Il voue également une admiration pour le super-héros de la galaxie, le capitaine Qwark.

#### Rencontre avec Clank et premier sauvetage de Solana
Ratchet souhaite au fil des années pouvoir quitter Veldin pour explorer l'univers et se construit de lui-même un vaisseau spatial dans cet objectif mais ne dispose toutefois pas de l'ultime pièce qui lui permettrait de démarrer le vaisseau. Un jour, un vaisseau se crashe non loin de son garage, le poussant à se rendre sur les lieux où il récupère parmi les décombres un petit robot. Une fois réveillé, ce dernier lui demande de l'aide contre la menace du président blarg Drek qui pèse sur Solana. Drek projette en effet de prélever des morceaux de plusieurs planètes, habitées ou non, et de les reconstituer ensemble pour former un nouveau monde idéal pour le peuple blarg, dont le monde natal Orxon est désormais inhabitable en raison de la pollution. Le robot, que Ratchet baptise Clank, est une anomalie créée volontairement par l'ordinateur de l'usine de robots de guerre blarg de la planète voisine Quartu, qui est hostile aux plans de Drek. En échange de son aide pour prévenir le capitaine Qwark des intentions de Drek, Clank accepte de faire démarrer le vaisseau de Ratchet, disposant dans ces composants de la pièce qu'il lui manquait.
Qwark se révèle toutefois être à la solde de Drek, en raison des multiples dettes qu'il a contracté, et les trahit peu de temps après leur rencontre. Furieux, Ratchet se met en quête de vengeance contre lui et entre en conflit avec Clank qui estime que la priorité est d'arrêter Drek. Le lombax finit toutefois par entendre raison et, se rendant auprès de l'ordinateur qui a créé Clank, apprend que la prochaine planète ciblée par Drek n'est autre que Veldin, qui occupe l'orbite planifié pour la nouvelle planète. Ils y retrouvent le président blarg, qui supervise les préparatifs de la destruction, et engagent le combat contre son mecha de combat. Endommagé, l'engin s'écrase avec Drek à son bord sur la nouvelle planète qui se trouve en orbite de Veldin. Ratchet retourne l'arme que Drek avait prévu pour anéantir Veldin contre son créateur et détruit ainsi le monde artificiel. Le combat terminé, Ratchet propose à Clank de réparer son bras endommagé pendant l'affrontement et de rester vivre avec lui.

#### Le proto-animal de Megacorp
La victoire de Ratchet et Clank contre les blargs les fait connaître dans la galaxie et au-delà. Quelques mois plus tard, ils sont contactés par Abercrombie Fizzwidget, le directeur de la compagnie Megacorp basée dans la galaxie Bogon, qui leur demande leur aide pour retrouver un cobaye dérobé par un mystérieux individu. Traquant initialement le voleur seul, Clank devenant comptable pour Megacorp, Ratchet est contraint de sauver son ami robotique après que le voleur l'ait capturé. Réunis, ils sont également confrontés aux Thugs-4-Less, un groupe de mercenaires embauchés par leur cible pour être protégé. Ils parviennent toutefois à récupérer le cobaye mais le voleur leur échappe. Après avoir remis la créature à Fizzwidget en personne, le mystérieux individu les confronte à nouveau et se révèle être une lombax du nom d'Angela Cross, une ancienne ingénieure de Megacorp qui travaillait sur le cobaye, en réalité un prototype d'animal de compagnie. Fizzwidget a néanmoins subitement décidé de commercialiser le « proto-animal » avant la correction de ses défauts, notamment son extrême agressivité, ce qui a poussé Angela à le dérober. Ses craintes se confirment lorsque partout dans la galaxie, le fraîchement disponible proto-animal provoque de nombreux dégâts et victimes. Dans le même temps, les Thugs-4-Less changent subitement d'allégeance à la suite de la meilleure offre d'un mystérieux commanditaire, empêchant dès lors Ratchet et Clank d'approcher Fizzwidget.
Le trio formé infiltre le siège social de Megacorp pour arrêter eux-mêmes la production du proto-animal mais sont stoppés par Fizzwidget qui se révèle être en réalité le capitaine Qwark, qui a pris la place du véritable chef d'entreprise. Il souhaite en effet redorer son image écorchée par sa collaboration avec Drek en sauvant la galaxie d'une menace qu'il a lui-même créé, tout en ayant à sa disposition le moyen de la stopper, non sans accuser Ratchet et Clank d'être eux-mêmes responsables de la situation. Mais alors qu'il veut diffuser sa réussite en direct, l'appareil développé par Angela pour rendre le proto-animal d'origine non-agressif a l'effet inverse : il mute dans une taille bien plus grande et avale Qwark et le gadget, obligeant Ratchet à l'affronter pour récupérer l'appareil. Une fois vaincu, le proto-animal régurgite Qwark et le gadget qu'Angela répare avec l'aide de Clank tandis que le véritable Fizzwidget est libéré. Diffusant le signal rendant les proto-animaux inoffensifs avec les antennes-relais de Megacorp, la galaxie est sauvée.

#### Le retour du docteur Nefarious
Les deux amis se lancent ensuite dans une carrière d'acteur pour une série d'espionnage où Clank tient le rôle principal tandis que Ratchet est cantonné à un rôle de faire-valoir en jouant son chauffeur de limousine, ce qui n'est pas sans frustrer le lombax qui y voit une situation dégradante pour son image. Leur quotidien est troublé quand Veldin est attaqué par des tyhrranoïdes, agissant sous les ordres du docteur Nefarious, un criminel robot scientifique disparu depuis plusieurs années. Toujours attaché à sa planète, Ratchet quitte Bogon sur-le-champ et aide les Rangers Galactiques à repousser l'invasion. À la demande du président Phyronix, les deux héros s'associent avec Qwark, qui a autrefois vaincu Nefarious, au sein de la Force Qwark afin d'empêcher le plan du docteur : l'extermination des êtres organiques au profit des robots. Au terme de multiples batailles aux côtés des Rangers, Ratchet parvient à vaincre Nefarious au moment où ce dernier s'apprêtait à déployer sa machine destinée à transformer tous les êtres organiques de la galaxie en robots, grâce à l'aide de Qwark qui obtient ainsi sa réhabilitation. Le docteur semble périr avec son majordome Lawrence dans l'explosion de sa machine. Ratchet est après cette victoire nommé capitaine du vaisseau amiral des Rangers, le Phénix.

#### Gladiateur dans l'émission DreadZone
Les exploits de Ratchet attire l'attention de Gleeman Vox, dirigeant d'un empire médiatique clandestin basé dans les contrées sauvages de la galaxie de Solana. Ses troupes abordent un jour le Phénix et capturent Ratchet, Clank et leur partenaire ingénieur Al afin que le lombax participe à DreadZone, une émission de télé-réalité de combat illégale où les participants doivent survivre à des combats à mort : la liberté ne leur sera accordé qu'en cas de victoire. Sans Clank dans les arènes, Ratchet est néanmoins assistés par deux robots de combat reconditionnés par Al : Mercenaire et Le Bleu. Les cinq, formant l'équipe Darkstar, parviennent au terme de multiples épreuves à pirater les systèmes de sécurité de la station DreadZone et à libérer les autres héros contraints de participer au jeu, en plus d'eux-mêmes. Vox périt dans l'autodestruction de sa station, qu'il a lui même déclenché, après un combat contre Ratchet.

#### Découverte de ses origines et quête du dimensionateur
Vox n'est toutefois pas le seul à avoir entendu parler de Ratchet : l'histoire du lombax sauveur de Solana à de multiples reprises arrivent aux oreilles de Tachyon, qui lance un assaut sur la ville de Metropolis où réside Ratchet pour le trouver. S'étant autoproclamé empereur de Polaris, Tachyon confronte Ratchet et lui ordonne de se rendre en échange de l'arrêt de son attaque. Ratchet et Clank, pour toute réponse, lui dérobe son vaisseau et fuient la planète. Le système automatique de cryo-sommeil les endort et il ne se réveillent qu'une fois le vaisseau écrasé sur une planète de Polaris. Les références aux lombax pousse Ratchet à investiguer leur histoire jusqu'à Fastoon, où il ne trouve que ruines et un vaisseau lombax, l'Aphélion, qu'il parvient à réparer mais qui ne peut lui donner réponses à ses questions en raison des dommages de sa base de données. Quand dans le même temps, Clank affirme voir des êtres mystérieux appelés zonis, qui les guident et les aident, Ratchet les considère comme de vulgaires illusions mais commence progressivement à croire son ami.
Apprenant de Qwark que Tachyon recherche le secret des lombax, ils sont amenés à se rendre à la station Apogee, du nom de l'explorateur homonyme prénommé Max qui recherchait ce même secret. Ils y rencontrent sa fille Talwyn ainsi que ses gardes du corps robots Cronk et Zephyr et s'allient avec eux pour retrouver le secret avant Tachyon mais également les pirates robots du capitaine Romulus Slag, créés autrefois par Tachyon pour extraire les ressources nécessaires à son armée de drophides avant d'être abandonnés. Slag cherche en effet le secret pour se venger de Tachyon. À force d'investigations, Ratchet apprend que le secret n'est autre que le dimensionateur, que Max Apogee avait trouvé après avoir dérobé un artefact lombax aux pirates. Il l'a ensuite caché sur la planète Jasindu avant de disparaître mystérieusement, poursuivi par les pirates. Ratchet et Clank trouvent finalement le dimensionateur en même temps que Slag, obligeant Ratchet à affronter le capitaine pirate et le vaincre, obtenant ainsi l'allégeance de son équipage et de son second, Pete le Rouillé. Qwark surgit néanmoins et récupère le dimensionateur pour le détruire lui-même et s'en attirer ainsi le mérite.
L'appareil est toutefois récupéré par Tachyon qui l'utilise pour faire revenir les cragmites de leur exil. Le prince cragmite lance ensuite sa nouvelle armée contre la capitale de Polaris, Meridian City. Ratchet et Clank parviennent à repousser l'assaut avant de retourner sur Fastoon, où Tachyon compte ouvrir des nouveaux portails pour ramener davantage de cragmites et coloniser le monde natal des lombax. Aidés de Talwyn, Cronk et Zephyr, ils le confrontent le tyran à la cour d'Azimuth où il révèle à Ratchet le destin des lombax, leur exil dans une autre dimension ainsi que ce qu'il est advenu de son père. Le cragmite propose à Ratchet de rejoindre les siens ou de rester et mourir. Estimant que personne dans aucune dimension ne sera à l'abri tant que Tachyon aura le dimensionateur, Ratchet refuse et affronte l'empereur aux côtés de ses alliés. Le dimensionateur se révèle néanmoins instable et finit par happer Tachyon dans une autre dimension, non sans qu'il ait pu mystérieusement affirmer à Ratchet qu'il connaît son véritable nom. Néanmoins, le dimensionateur se retrouve hors d'usage à la suite du combat, réduisant tout espoir de ramener les lombax.

#### L'enlèvement de Clank
Polaris débarrassé de Tachyon et du retour des cragmites, tout le groupe se retrouve à la station Apogee, où Ratchet se confie à Clank sur les derniers mots de Tachyon. Le petit robot rassure Ratchet en lui affirmant que seul le fait qu'il ait réussi là où les lombax ont échoué a de l'importance. C'est alors qu'une faille s'ouvre au-dessus d'eux, de laquelle sortent ce que Ratchet comprend être les zonis qui s'emparent de Clank et l'emmènent avec eux, sous ses yeux impuissants du lombax. Dans les mois qui suivent, Ratchet aidé de Talwyn effectue des recherches pour avoir une piste concernant le lieu où se trouve Clank. Ils découvrent que Darkwater, le capitaine auquel Slag a succédé, détiendrait de précieuses informations sur les zonis. Aidé de Pete le Rouillé, ils retrouvent le corps de Darkwater sur la planète Verdegraw, ainsi que la carte menant à l'étoile Fulcrum, un artefact qui leur permettrait de localiser Clank, mais Pete les trahit en insérant la tête du défunt Slag dans le corps robotique de Darkwater.
Les deux pirates sanguinaires sont ainsi ressuscités et contraints de partager le même corps malgré leur haine réciproque dû à la mutinerie que Slag fit autrefois. Les pirates dérobent également l'étoile Fulcrum sous le nez de Ratchet peu après mais au terme d'un combat contre les deux pirates morts-vivants, la récupère avec l'aide de Talwyn. Ratchet se rend au village de l'île d'Hoolefar et combine l'étoile Fulcrum avec leur Œil d'Obsidienne. Il a le temps découvrir Clank dans une salle sombre lorsqu'une porte s'ouvre et révèle le Dr Nefarious, avant que le signal ne soit perdu par l'Œil qui donne néanmoins des coordonnées.

#### Recherche de la Grande Horloge avec Alister Azimuth
Ratchet se rend vers les coordonnées en compagnie de Qwark à bord de l'Aphélion mais se crashent sur la planète Quantos en raison de l'onde de choc d'une anomalie d'origine inconnue. La population fongoïde qui peuple la planète pense que cet évènement ainsi que les anomalies temporelles apparues sur la planète sont dues à un problème concernant les zonis. Peu après, le village des Fongoïdes est attaqué par Flint Vorselon, un mercenaire à la solde de Nefarious, qui appelle Ratchet « Azimuth ». Après avoir libéré Qwark et les Fongoïdes de ses griffes, Ratchet se met en quête d'Azimuth qui révèle être l'ami de son père Alister, reclus sur la planète Torren IV depuis son exil. Il lui apprend l'existence de la Grande Horloge, un dispositif permettant de manipuler le temps et juge probable que Clank s'y trouve en raison de son lien avec les zonis. Alister finit également par lui confier sa responsabilité dans la chute de la civilisation lombax et lui jure de ramener sa famille grâce au pouvoir de l'Horloge. Les deux lombax parviennent à entrer en contact avec Clank, qui supplie Ratchet de sauver son « père » Orvus, le créateur de la Grande Horloge, sur la planète Zanifar. Il s'y rend seul et revient dans le passé où il localise Orvus, torturé par Nefarious qui cherche à lui soutirer le moyen d'entrer dans l'Horloge. Orvus finît par disparaître mais une image résiduelle de sa mémoire prise avant sa disparition révèle Clank comme étant la clé de l'Horloge. Lui-même surpris par la révélation, Ratchet se fait repérer mais parvient à fuir après avoir blessé Nefarious, modifiant ainsi le cours du temps.
Le jeune lombax parvient finalement à retrouver et à libérer Clank prisonnier des Valkyries, ralliées à Nefarious. Clank apprend aux lombax la vérité sur le pourquoi de sa création : son âme a été créée par Orvus dans le but de lui succéder en tant que gardien et protecteur de l'Horloge. Mais il leur apprend aussi que l'Horloge existe uniquement pour stabiliser le continuum espace-temps et qu'elle ne peut en aucun cas être utilisée comme une machine à voyager dans le temps, sous risque d'un paradoxe qui déchirerait le tissu de l'existence. Alister estime que ce risque mérite d'être pris pour ce que les lombax ont fait pour Polaris mais Ratchet se joint à la position de Clank, refusant de mettre en danger l'univers. Le général lombax quitte alors sans mot les deux amis. Aidé de Qwark, Ratchet et Clank atteignent la station de Nefarious et engagent le combat contre Lawrence et lui avant qu'ils ne partent pour l'Horloge désormais accessible. L'affrontement résulte en la destruction de la station avec Nefarious laissé pour mort tandis que son majordome parvient à fuir. Ratchet et Clank ne doivent leur salut qu'à l'arrivée à la dernière minute d'Alister.

#### Le duel des derniers lombax
Arrivés à la Grande Horloge, Clank annonce à Ratchet sa décision de devenir le nouveau gardien de l'Horloge pour la protéger, ce qui signifie également la fin de leur relation. Toutefois, Alister, voyant que Ratchet persiste à ne pas utiliser l'Horloge pour sauver les lombax, craque émotionnellement sous la culpabilité de son erreur qu'il ne pourra jamais réparer et tue Ratchet pour s'emparer lui-même de l'Horloge. Horrifié, Clank parvient à atteindre la Chambre d'Orvus, salle de contrôle de la Grande Horloge, et remonte le temps de quelques minutes pour empêcher la mort de Ratchet. Les deux lombax s'affrontent alors, duel qui se poursuit jusqu'à la Chambre. Alister parvient à activer le levier principal pour remonter le temps mais finit par être vaincu. Ratchet tente de rétablir le levier mais ce dernier se brise. Alister réalise son erreur en voyant que toute la structure est sur le point d'entrer en défaillance totale et se sacrifie pour rétablir l'Horloge. Abattu par la perte d'Alister, Ratchet quitte l'Horloge mais est rejoint par Clank qui a finalement décidé de promouvoir Sigmund, le gardien junior de l'Horloge, au poste de grand gardien afin de rester avec son meilleur ami.

#### Aventures diverses
Nefarious, qui a été sauvé par Lawrence peu avant l'explosion de sa station, refait son apparition lorsqu'il fait parvenir à Qwark une invitation fantoche pour un prix qui se révèle être un piège. Le traquenard se révèle être un fiasco, la créature qu'il voulait relacher se retourne également contre lui, le contraignant à associer avec son vieil ennemi ainsi que Ratchet et Clank. Alors que le monstre est vaincu, les quatre sont capturés avec lui par une mystérieuse station qui apparait subitement dans le ciel de la ville. Le groupe parvient grâce à une jeune Tharpod à fuir la station, qui a atteri sur la planète Magnus, sur laquelle un esprit Thoranux regroupe les plus grands prédateurs de la galaxie dans le but d'en prendre le contrôle en tant que parasite. Le quatuor s'allie pour enrayer la menace le temps que Cronk et Zephyr viennent à leur secours, bloqués en orbite de la planète. L'esprit Thoranux vaincu, Nefarious parvient toutefois à fuir grâce à Lawrence.
Ratchet, Clank et Qwark sont également confrontés à un ancien fan du capitaine, Stuart Zurgo, devenu fou de rage en apprenant que son idole a usurpé sa réputation. Refondant la Q-Force, les trois parviennent à empêcher Zurgo de dérégler les systèmes météorologiques de plusieurs planètes, acte dont il voulait faire accuser Qwark, et à le remettre aux autorités de Polaris.
Ratchet et Clank sont ensuite chargés par Talwyn, devenu la capitaine des forces de défense de Polaris, d'escorter la criminelle Vendra Prog dans une prison de haute sécurité avec Cronk et Zephyr. Le croiseur est toutefois attaqué par le frère de la captive, Neftin Prog, qui a également embauché les Thugs-4-Less à dessein. Cronk et Zephyr périssent dans la destruction du vaisseau provoquée par Vendra tandis que Ratchet et Clank parviennent à se dissimuler dans un vaisseau Thug qui les emmène sur la planète Yerek où ils découvrent le but des Prog : ouvrir un portail vers la dimension du Netherverse, dont ils sont originaires, afin de retrouver leur famille. Grâce à un dimensionateur rudimentaire et la puissance électrique de la planète Silox, dont ils ont fait fuir les habitants en la faisant passer comme hantée, ils parviennent à ouvrir le portail mais le chef des Nethers, que Vendra nomme M. Œil, la trahit immédiatement après son arrivée et lui révèle qu'elle n'a jamais été rien d'autre qu'un pion dans son plan de conquérir une autre dimension avant de l'enfermer dans le Nethervese, sous les yeux impuissants de Neftin.
N'ayant désormais pour seul désir que sauver sa jumelle, Neftin accepte une alliance avec Ratchet et Clank et expose son plan : réparer le dimensionateur original des lombax pour ramener Vendra et renvoyer les Nethers chez eux. Il s'engage auprès du lombax à se rendre aux autorités de Polaris avec sa sœur une fois la menace vaincue. Ils récupèrent le dispositif lombax au musée de Meridian City au moment où les Nethers attaque la ville avec pour objectif de leur côté de le détruire pour supprimer toute possibilité d'être bannis dans leur dimension. Ratchet affronte ainsi M. Œil tandis que Clank parvient à rentrer dans le Netherverse et ramener Vendra. Les Nethers sont finalement vaincus lorsque Neftin parvient enfin à ouvrir un portail suffisamment grand pour les aspirer dans leur dimension. Heureux d'avoir retrouvé sa sœur, Neftin tient parole et se rend avec elle. Le dimensionateur de nouveau hors d'état de marche, Ratchet et Clank se retrouvent au musée avec l'appareil lombax. Ratchet affirme à Clank ne pas savoir s'il l'utiliserait pour retrouver les lombax, même s'il était en état de marche, affirmant que sa place est ici, en regardant Talwyn. Les deux héros quittent ensuite le musée, ayant la reconstruction de la ville à planifier.

#### Découverte d'une autre dimension
Plusieurs années s'écoulent sans que Ratchet et Clank ne soit confrontés à de nouvelles menaces. Un défilé en leur honneur est un jour organisé à Megalopolis sur la planète Corson V, durant lequel Clank révèle avoir récupéré et réparé le dimensionateur à la suite du combat contre les Nethers. Nefarious surgit néanmoins au cours du défilé avec les Goons-4-Less, qu'il a embauché pour lui permettre voler l'appareil. Tous trois sont néanmoins envoyés accidentellement, lors de l’affrontement qui suit, dans une dimension parallèle où Nefarious, selon ses dires, « gagne toujours ». Ratchet se réveille après l'explosion du dimensionateur, rendu instable durant le combat, et prend conscience qu'il se trouve dans une dimension où règne une version empereur de Nefarious, qui a asservi la galaxie. Cherchant des informations au bazar de la ville, il aperçoit au loin Clank sur le dos d'une mystérieuse lombax mais ne peut qu'assister à leur fuite, poursuivis par les troupes de l'empereur. Grâce aux membres locaux de la résistance au régime de l'empereur, il parvient à voler une navette pour quitter la planète, non sans découvrir que Nefarious a profité de l'absence de son double et de la crédulité de ses soldats pour prendre sa place.
Il est plus tard contacté par Clank qui lui apprend que la lombax se nomme Rivet et il les informe de la situation. Décision est prise de reconstruire un nouveau dimensionateur pour rentrer chez eux avec leur Nefarious. Ratchet se rend sur la planète Savali et aidé de KT-7461, double dimensionnel de Clank, récupère les plans du dimensionateur dans une structure bâtie par les lombax lors de leur exploration des dimensions. KT-7461 révèle sa vraie nature à Ratchet : elle est originellement un robot de guerre créée par l'empereur pour écraser la résistance jusqu'au jour où elle s'est volontairement exilée sur Savali après avoir grièvement blessée un rebelle afin de ne plus pouvoir blesser quiconque. Ratchet la convainc néanmoins de l'accompagner dans sa quête et la renomme Kit. Ensemble, ils parviennent par la suite à fabriquer le dimensionateur grâce à la forge de l'empereur.
Ils retrouvent ensuite Rivet et Clank, qui ont de leur côté récupéré les autres composants. Cette rencontre permet à Ratchet de voir un nouveau lombax pour la première fois depuis des années. Mais Nefarious et ses soldats les prennent alors en embuscade, les contraignant au combat qui est interrompu par l'arrivée de l’empereur en personne, qui leur dérobe le dimensionateur et fuit avec son double docteur qui lui propose une alliance. Le quatuor découvre ensuite que l'empereur a maintenant l'ambition de conquérir les autres dimensions et se rend sur Savali pour récupérer la carte des dimensions créée par les lombax. Leur plan échoue toutefois, tous à l'exception de Rivet finissant dans la prison de Zordoom, où sont enfermés les opposants à l'empereur. Grâce à la jeune lombax, tous sont libérés mais Kit, qui a pris conscience que le rebelle qu'elle avait blessé autrefois n'est autre que Rivet et à nouveau prise par la culpabilité, refuse de continuer le combat.
Alors que toute la résistance se regroupe, l'empereur annonce en grande pompe le début de l'invasion des dimensions, à commencer par celle de son double, à la stupéfaction de ce dernier. Retrouvant leur Megalopolis en pleine bataille, Ratchet parvient à détruire la combinaison géante de l'empereur tandis que Rivet, aidée de Kit qui a décidé de reprendre le combat, vainc son ennemi de toujours qui est renvoyé dans sa dimension, non sans l'aide du Dr Nefarious. La bataille finie, Rivet et Kit se réconcilient et Ratchet propose à Rivet de retrouver les lombax à ses côtés.

### Histoire alternative du film et du remake sortis en 2016
Note : Le film de 2016 et le jeu sorti la même année qui l'adapte sont une réinterprétation de l'histoire du premier jeu Ratchet and Clank de 2002 du capitaine Qwark.
Dans cette version, Ratchet vit également sur le plateau de Kyzil de Veldin mais aux côtés de son mentor Grimroth Razz. Face à la disparition de plusieurs planètes inhabitées, les Rangers Galactiques menés par le capitaine Qwark parcourent la galaxie pour trouver une nouvelle recrue. Lorsqu'ils passent sur Veldin, Ratchet passe les épreuves mais ses nombreux délits l'empêchent de rejoindre les héros qu'il admire.
Dans la nuit qui suit, un vaisseau s'écrase non loin de son hangar. Se rendant sur le site du crash, il récupère dans les décombres un petit robot qui affirme vouloir prévenir les Rangers d'une attaque imminente. Très vite, les deux sont attaqués par des Blargs et le robot l'informe qu'ils sont là pour lui car il détient des informations compromettantes sur le président blarg Alonzo Drek, véritable responsable de la disparition des mondes. Parvenant à éliminer leurs assaillants, Ratchet ramène le robot, qu'il renomme Clank, à son hangar et prend la décision de l'emmener aux Rangers sur Kerwan, y voyant l'occasion de prouver sa valeur au passage.
L'attaque de Drek est néanmoins déjà en cours mais l'intelligence de Clank et les compétences de pilote de Ratchet combinés leur permettent d'y mettre fin sous les acclamations du public. Ils rejoignent alors les Rangers face à une telle performance. Face aux infos de Clank, décision est prise d'attaque le siège de Drek Industries sur Quartu mais le président parvient à fuir. Les Rangers découvrent le plan de Drek : reconstruire une nouvelle planète pour son peuple, la leur étant polluée par les activités industrielles de la famille de Drek ayant cours depuis des années grâce à une arme vaisseau appelée Déplanétiseur. Interrogeant son assistant qui n'a pu fuir, il leur apprend leur prochaine cible : Novalis, dont est originaire la Ranger Cora Verolux. Bien que parvenant à s'infiltrer à bord du Déplanétiseur en orbite de Novalis, Ratchet est stoppé par Drek au moment où il allait désactiver l'arme. Drek lui révèle alors la trahison de Qwark, qui a rejoint ses rangs par appât du gain et de notoriété avant de l'éjecter pour qu'il assiste à son échec en voyant la destruction de Novalis.
Ratchet, à la suite de l'anéantissement de Novalis dont il se sent responsable, refuse de continuer le combat, bien que tous les habitants aient pu être évacués à temps. Clank le convainc malgré tout grâce aux autres Rangers. Tous découvrent que derrière les premières intentions de Drek, se cache le Dr Nefarious, ancien membre des Rangers s'étant fait passé pour mort à la suite des multiples humiliations subies de la part de ses partenaires, Qwark en tête. Nefarious a construit le Deplanétiseur pour Drek, qui ignore que la destruction de la planète Umbris, dont la nouvelle Quartu doit prendre l'orbite, provoquera une réaction en chaîne qui détruira de multiples autres planètes avec son noyau instable. Les Rangers se rendent en orbite d'Umbris. Parallèlement, Nefarious trahit Drek en le transformant en mouton avant de l'expédier sur la nouvelle Quartu et d'activer le processus de destruction d'Umbris.
Ratchet et Clank parviennent à atteindre le cœur du Déplanétiseur tandis que les autres Rangers tente de le dévier hors de porter d'Umbris. Ils sont confrontés à Qwark qu'ils convainquent de revenir à la raison face au cataclysme. C'est alors que Nefarious surgit et engage le combat contre eux et parvient à activer l'arme mais les Rangers sont parvenus à diriger le rayon destructeur sur la nouvelle Quartu qui est réduite en cendres. Nefarious tente alors de détruire la source d'énergie du Déplanétiseur, une supernova artificielle, afin de provoquer une autodestruction assez puissante pour happer Umbris. Ratchet et Clank affrontent le savant fou équipé d'un mécha de combat qu'ils détruisent, le faisant chuter dans la supernova. Avec Qwark, ils atteignent un téléporteur à parviennent in extremis à fuir le vaisseau en train de se disloquer en entrant dans l'atmosphère d'Umbris.
Quelques semaines plus tard, Ratchet et Clank retrouvent Qwark en train de réaliser des travaux d'intérêts généraux et, à la suite du vol de leur vaisseau par le codétenu du capitaine, lui propose de les aider à le récupérer.

## Description

### Apparence physique
Ratchet, comme tous les lombax, est un bipède possédant plusieurs caractéristiques des félidés avec une fourrure, de grandes oreilles, un museau et une queue. Ses mains sont semblables à celles des humains avec cinq doigts et ses pieds ne semblent pas avoir d'orteil.
Ses yeux sont vert et sa fourrure est de couleur moutarde avec des rayures marrons.
Son âge n'est jamais donné dans les jeux mais il semble être adolescent dans le premier opus au vu de son comportement quelque peu immature. Bien que plusieurs années se passent au fur à mesure de la saga, il reste relativement jeune.

### Personnalité
Ratchet est initialement immature et assez égoïste, notamment lorsqu'il préfèrera se venger du capitaine Qwark plutôt que d'affronter la menace du président Drek lors de sa première aventure avec Clank. Ce n'est qu'une fois Qwark vaincu et découvrant les ruines d'une ville détruite par les forces blargs qu'il prendra conscience de son comportement. Il gagne dès lors en maturité et ne laissera plus jamais absorber par une quelconque vengeance qui pourrait le dévier de sa quête initiale.
Il est très attaché à la planète Veldin, le simple fait que quelqu'un puisse s'en prendre à elle suffisant à le mettre dans une colère noire.
D'abord prompt à provoquer ses ennemis dans les premiers jeux, il change à partir de Gladiator où il considère sa situation de prisonnier de DreadZone avec un certain détachement au début mais les morts des différents autres héros prisonniers l'amène à être bien plus sérieux, au point de refuser les avantages du statut de gladiateur auxquels il rêvait auparavant lorsque Gleeman Vox les lui proposera.
Droit et juste, il accepte de sortir de sa retraite de héros pour aider les habitants de Magnus et renonce même à changer le passé et le destin des lombax plutôt que de prendre le risque de détruire le tissu même de l'existence, ce qui le mettra en conflit avec l'ancien ami de son père, Alister Azimuth.

## Relations

### Vie sentimentale
Dans les premiers jeux, Ratchet a la drague facile et est aisément attiré par les femmes que Clank et lui rencontrent. Une de ces tentatives de séduction se soldera pas ailleurs sur un échec retentissant quand une jeune mécanicienne s’intéressera plus à Clank que lui.
Bien qu'il ne tente pas de séduire Angela Cross au cours de sa deuxième aventure, il ne semble néanmoins pas insensible à la jeune lombax, fuyant son regard une fois la menace du proto-animal réglée. Lors de leur rencontre, il drague ouvertement Sasha Phyronix, sans savoir qu'elle est en réalité la fille du président Phyronix, ce qui ne sera pas sans mettre Ratchet mal à l'aise lors de sa rencontre avec lui. Pensant sa fin proche lorsque le Phénix sera attaqué par les forces de Nefarious en l'absence de Ratchet, elle semble vouloir admettre ses sentiments au lombax mais la coupure de la communication ne lui permettra pas de terminer sa phrase. Lors de l'avant-première du film Agent Secret Clank, elle embrasse Ratchet sur la joue.
Quand le duo rencontre Talwyn Apogee, Ratchet ne semble pas avoir de sentiments particuliers pour elle mais les deux se rapprocheront au fil de leurs aventures, notamment quand ils partiront ensemble à la recherche de Clank. Une grande complicité s'installe entre eux au fil des années, notamment par plusieurs plaisanteries de Talwyn, alors que la jeune femme était initialement très réservée. Lorsque Cronk et Zephyr meurent à cause des jumeaux Prog, elle supplie Ratchet et Clank de rentrer sur Igliak, ne voulant pas perdre les dernières personnes qui lui sont chères. Après l'invasion de Nethers, Ratchet et Talwyn commencent à sortir ensemble.

## Interprètes
Ratchet a été interprété par plusieurs comédiens selon la version linguistique ou le média.
Pour la version originale, le comédien Mikey Kellay est choisi initialement mais sa prestation se limitera au premier jeu uniquement, Insomniac Games estimant le Ratchet du premier jeu trop « sarcastique et égoïste ». Dès le deuxième jeu, afin de signifier clairement une personnalité plus mature et affable, James Arnold Taylor incarne Ratchet dans l'ensemble des jeux qui suivront mais également pour le film.
En version française, il est interprété par Marc Saez jusqu'à Ratchet and Clank : La taille, ça compte : un différend artistique entre la boîte de doublage la Marque Rose et lui provoque son remplacement. À partir de Ratchet and Clank : Opération Destruction, Cyrille Artaux devient la voix du lombax. Deux exceptions auront lieu : en raison d'une indisponibilité partielle pour Ratchet and Clank : A Crack in Time, il est remplacé sur certaines répliques par Mark Lesser. Enfin, comme l'ensemble du casting de jeux, il est remplacé pour le film de 2016 mais à l'inverse des autres rôles, Ratchet est interprété par un star-talent en la personne du vidéaste francophone Squeezie.
Pour la version québécoise du film, Ratchet est doublé par le comédien Philippe Martin.

## Œuvres où le personnage apparaît

### Jeux et filmRatchet & Clank
- Ratchet and Clank (jeu développé par Insomniac Games, 2002)
- Ratchet and Clank 2 (jeu développé par Insomniac Games, 2003)
- Ratchet and Clank 3 (jeu développé par Insomniac Games, 2004)
- Ratchet: Gladiator (jeu développé par Insomniac Games, 2005)
- Ratchet and Clank : La taille, ça compte (jeu développé par High Impact Games, 2007)
- Ratchet and Clank : Opération Destruction (jeu développé par Insomniac Games, 2007)
- Secret Agent Clank (jeu développé par High Impact Games, 2008)
- Ratchet and Clank: Quest for Booty (jeu développé par Insomniac Games, 2008)
- Ratchet and Clank: A Crack in Time (jeu développé par Insomniac Games, 2009)
- Ratchet and Clank: All 4 One (jeu développé par Insomniac Games, 2011)
- Ratchet and Clank: Q-Force (jeu développé par Insomniac Games, 2012)
- Ratchet and Clank: Nexus (jeu développé par Insomniac Games, 2013)
- Ratchet and Clank (jeu développé par Insomniac Games, 2016)
- Ratchet and Clank (film réalisé par Kevin Munroe, 2016)
- Ratchet and Clank: Rift Apart (jeu développé par Insomniac Games, 2021)